# Harvey Mandel
Pour les articles homonymes, voir Mandel.
Harvey Mandel, né le 11 mars 1945 à Détroit dans l'État du Michigan, est un guitariste américain de blues. Il a notamment joué avec Canned Heat.

## Carrière
Mandel grandit à Chicago. Il devient le guitariste de Charlie Musselwhite sur l'album Stand Back! en 1966. La forte présence des morceaux de l'album sur les radios de San Francisco fait qu'ils sont remarqués par Bill Graham qui les invite à The Fillmore. Mandel s'installe à Bay Area et joue souvent à The Matrix, un club très connu des environs où l'on peut rencontrer à l'époque Jerry Garcia, Elvin Bishop et Jefferson Airplane.
Après une rencontre avec le producteur Abe Kesh, Mandel peut sortir son premier solo pour Philips, Cristo Rendentor en 1968, qui comprend une reprise de Wade in the Water. En juillet 1969, il remplace Henry Vestine comme guitariste solo dans le groupe Canned Heat, l'autre guitariste étant Alan Wilson. Mandel reste dans la formation jusqu'en avril 1970. La coutume au sein de Canned Heat veut que chaque membre porte un surnom. Le sobriquet d'Harvey, The Snake (le serpent), lui avait été attribué quelques années auparavant par le claviériste Barry Goldberg. Celui-ci avait été inspiré par le blouson craquelé de Mandel et ses snake-like guitar licks (« ses plans de guitare comme un serpent »). Après plusieurs tournées et trois albums dont Future Blues, il est recruté par John Mayall afin de rejoindre la formation Bluesbreakers. Ils enregistrent l'album USA Union. Le groupe comprend également le bassiste de Canned Heat, Larry Taylor (alias The Mole, « la taupe ») et le violoniste Don Harris. Mandel apparaît aussi sur l'album Back To The Roots de Mayall, auquel participent Eric Clapton et Mick Taylor. Il fait une tournée avec Taylor et Harris sous le nom de Pure Food and Drug act et sortent un album.
Il recommence alors sa carrière solo et sort plusieurs albums produits par Janus Records durant les années 1970 : Baby Batter, The Snake, et Shangrenade. Il fait partie des premiers guitaristes à utiliser la technique du tapping, des années avant Eddie Van Halen qui la popularise. Il joue sur l'album des Rolling Stones, Black and Blue de 1976, sur les morceaux Hot Stuff et Memory Motel.
Sa carrière musicale se poursuit avec quelques enregistrements en studio avec Love sur leur album Reel to Real (1974). En 1980, il déménage en Floride et intègre le groupe résident au Woody´s, le club de Ron Wood à Miami. Il fait l'ouverture des concerts au Canada de Jeff Beck en trio avec Jimmy Haslip, le bassiste de The Yellowjackets.